# رون أشتون
رون أشتون هو لاعب هوكي الجليد كندي، ولد في 8 مايو 1954 في ساسكاتون في كندا.

## وصلات خارجية
- رون أشتون على موقع EliteProspects.com (الإنجليزية)
- رون أشتون على موقع HockeyDB.com (الإنجليزية)